# Panki (gmina)

Gmina na tle zmieniającego się podziału administracyjnego powiatu częstochowskiego

Panki – gmina wiejska położona w północno-zachodniej części województwa śląskiego, w południowo-zachodniej części powiatu kłobuckiego. Kształt gminy zbliżony jest do prostokąta o dłuższej osi północ–południe. W latach 1975–1998 gmina położona była w województwie częstochowskim.
Siedziba gminy to Panki, ul. Tysiąclecia 5.

## Położenie
Obszar gminy Panki położony jest w Podprowincji; Wyżyna Śląsko – Krakowska w makroregionie zwanym Wyżyną Woźnicko – Wieluńską, w obrębie dwóch mezoregionów: Wyżyny Wieluńskiej i Progu (Garbu) Herbskiego. Pod względem hydrograficznym Gmina Panki położona jest w dorzeczu rzeki Liswarty, której dopływem jest rzeka Pankówka, przepływająca przez obszar gminy Panki. Gmina graniczy: od północy z miastem i gminą Krzepice, częściowo z gminą Opatów, od wschodu z gminą Opatów i Wręczyca Wielka, od południa i zachodu z gminą Przystajń.

## Transport

### Drogi
Przez gminę Panki przebiega następująca droga wojewódzka:
- 494 Częstochowa - Praszczyki - Panki (osada) - Panki - Olesno (S11) - Bierdzany (DK45)

Na północ od gminy biegnie droga krajowa nr 43. Droga ma 75,5 km długości, łączy autostradę A1 w Częstochowie z DK45 w Wieluniu.
W gminie Panki przejeżdżają drogi powiatowe:
- 2032S Starokrzepice - Kostrzyna - Cyganka - Panki
- 2035S Krzepice - Janiki - Panki
- 2036S Krzepice - Zwierzyniec Pierwszy - Zwierzyniec Drugi - Konieczki
- 2038S Zwierzyniec Trzeci - Konieczki - Panki
- 2039S Zwierzyniec Trzeci - Złochowice - Opatów
- 2041S Praszczyki - Kałmuki - Hutka - Kłobuck
- 2055S Panki - Kuleje - Piła
- 2056S Wrzosy - Wilcza Góra - Kuleje
- 2060S Praszczyki- Kawki- Zamłynie

### Kolej
Przez gminę przebiega linia kolejowa 181 relacji Herby Nowe - Oleśnica, o długości 9 km. Znajduje się na niej jedyna stacja kolejowa gminy: Panki.

## Struktura powierzchni
Według danych z roku 2010 gmina Panki ma obszar 54,94 km², w tym:
- użytki rolne: 59%
- użytki leśne: 33%

Gmina stanowi 6,19% powierzchni powiatu.

## Demografia

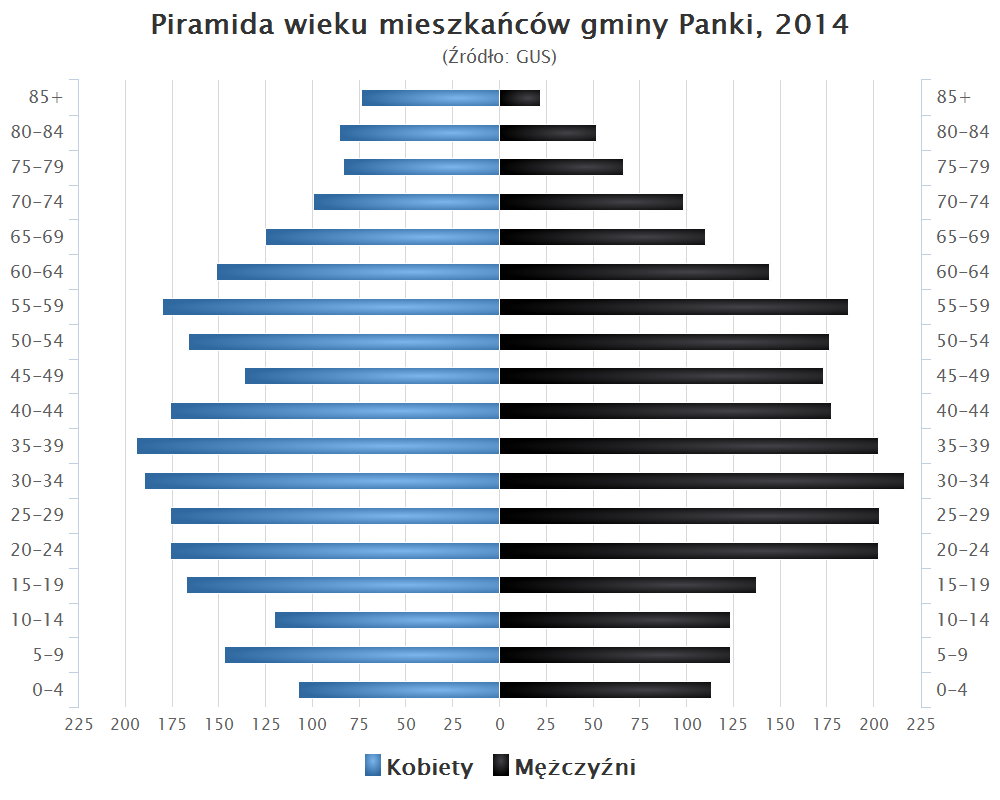
Piramida wieku mieszkańców gminy Panki w 2014 roku

Dane z 30 czerwca 2004:
| Opis                              | Ogółem | Ogółem | Kobiety | Kobiety | Mężczyźni | Mężczyźni |
| --------------------------------- | ------ | ------ | ------- | ------- | --------- | --------- |
| Jednostka                         | osób   | %      | osób    | %       | osób      | %         |
| Populacja                         | 4989   | 100    | 2502    | 50,2    | 2487      | 49,8      |
| Gęstość zaludnienia [mieszk./km²] | 90,7   | 90,7   | 45,5    | 45,5    | 45,2      | 45,2      |

## Sąsiednie gminy
Krzepice, Opatów, Przystajń, Wręczyca Wielka